# 慶應義塾大学総合政策学部

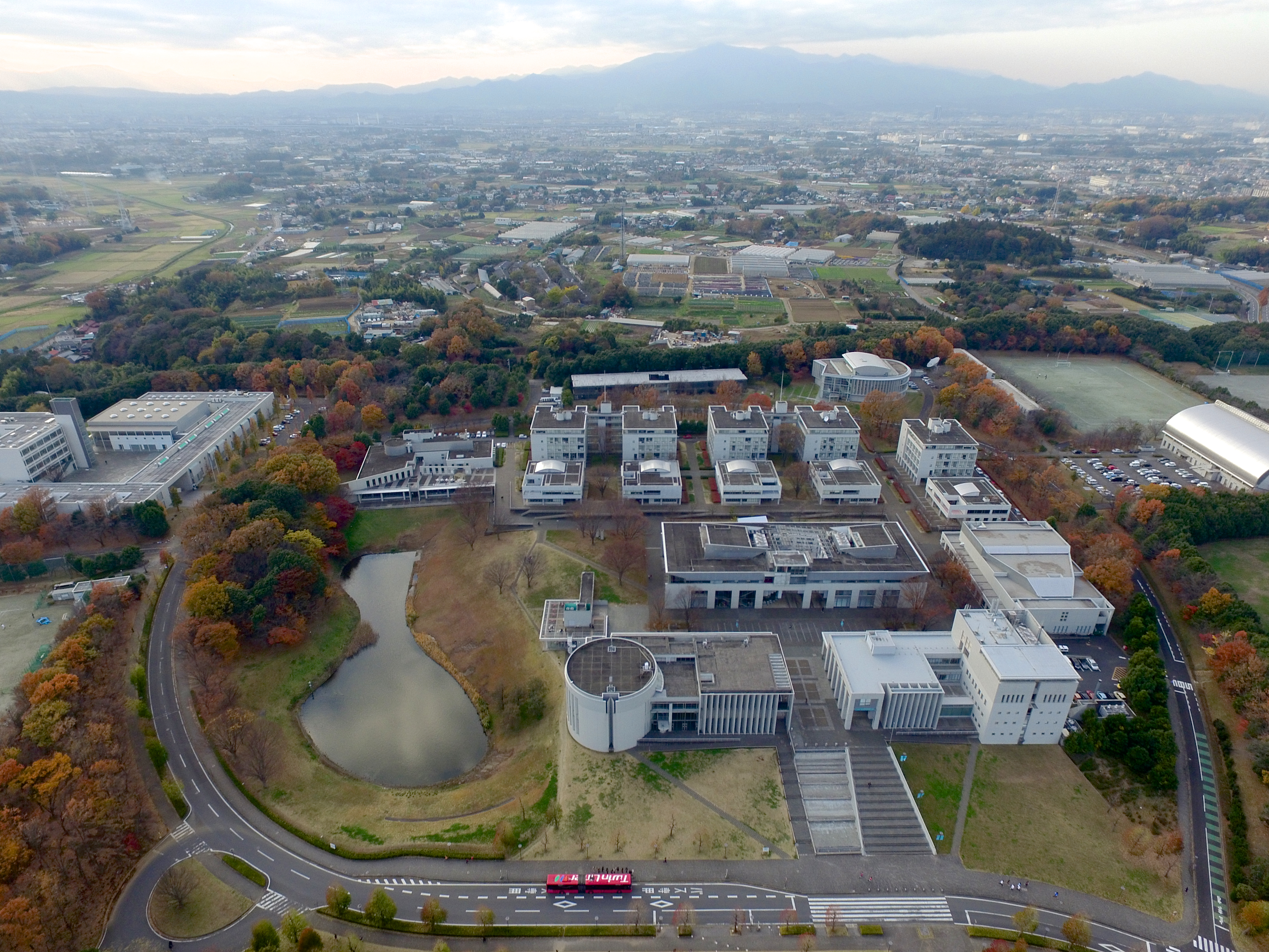
湘南藤沢キャンパス
中央が本学部および環境情報学部、大学院政策・メディア研究科が設置される総環エリア

慶應義塾大学総合政策学部（けいおうぎじゅくだいがく そうごうせいさくがくぶ）は、神奈川県藤沢市遠藤（慶應義塾大学湘南藤沢キャンパス）に所在する同大学の学部である。教育内容は環境情報学部と共通しており、本学部では文系の学問領域の教育を行っている。
日本で初めて設置された総合政策学部であるが総合政策学専門の学部ではなく、環境情報学部と合わせて幅広い学問領域の教育・研究を行っている。略称は、「慶応総合政策学部」。

## 概要
慶應義塾大学総合政策学部は、加藤寛、高橋潤二郎、竹中平蔵などが設立に参画し、1990年に慶應義塾大学湘南藤沢キャンパスに開設された。同学部は、幅広い分野の領域を扱い、問題解決のプロフェッショナルの育成を理念として掲げている。授与される学位は学士（総合政策学）。
今では、様々な大学で導入されているAO入試を日本で先駆けて導入した。
慶応総合政策学部は「政策」を中心に様々な関連分野を学んでいく。ここでいう「政策」とは、政治、経済、社会から、企業経営、国際戦略、地域戦略、技術革新、環境分野まで、幅広い分野で使われる政策を指す。
慶応総合政策学部の学生は、次の5つの分野から自分の興味のあるものを選択して学んでいく。
- 政策デザインの分野・・・経済と財政、立法と政策立案、政策研究の方法。

- 社会イノベーションの分野・・・ソーシャルビジネス、NPO・NGO、情報社会のコミュニティデザイン、起業・ベンチャー経営。

- 国際戦略の分野・・・国際政治経済、ヒューマンセキュリティ、地域戦略、言語コミュニケーション。

- 経営・組織の分野・・・経営戦略、組織・人材・キャリア、マーケティング・経営情報システム。

- 持続可能なガバナンスの分野・・・環境政策、都市・地域政策、居住・コミュニティ政策。

また、学生は慶応環境情報学部の授業科目も必要に応じて履修することができる。
- 先端情報システムの分野・・・インターネット、コンピューターネットワークなど最先端のIT知識。

- 先端領域デザインの分野・・・IT分野で求められるデザイン、アートなど。

- 先端生命科学の分野・・・生命、健康・医療・食品・環境分野など。

- 環境デザインの分野・・・都市環境デザイン、地域環境デザイン、地球環境デザインなど。

- 人間環境科学の分野・・・言語の認知と学習機能、人間の活動など。

## 沿革
- 1990年 慶應義塾大学湘南藤沢キャンパスに総合政策学部を開設[6]。

### 歴代学部長
- 加藤寛 1990-1994
- 井関利明 1994-1996
- 鵜野公郎 1996-2001
- 小島朋之 2001-2007
- 阿川尚之 2007-2009
- 國領二郎 2009-2013
- 河添健 2013-2019
- 土屋大洋 2019-2021
- 加茂具樹 2021-

## 学部
- 入学定員425人・収容定員1700人[7]
  - 政策デザインの分野[8]
  - 社会イノベーションの分野[8]
  - 国際戦略の分野[8]
  - 経営・組織の分野[8]
  - 都市・地域戦略の分野[8]
  - 先端情報システムの分野[8]
  - 先端領域デザインの分野[8]
  - 先端生命科学の分野[8]
  - 環境デザインの分野[8]
  - 人間環境科学の分野[8]

## 研究所
- 慶應義塾大学SFC研究所
- 慶應義塾大学先端生命科学研究所

## 著名な出身者
政治
- 相原史乃 - 元衆議院議員、小沢一郎政治塾第1期生
- 石井登志郎 - 西宮市長、石井一（元衆議院議員、自治大臣）の甥・養子
- 河井案里 - 元広島県議会議員、元参議院議員（※当選無効）
- 村山卓 - 金沢市長

経済
- 石田宏樹 - フリービット創業者・会長、トーンモバイル社長
- クロサカタツヤ - 企（くわだて）代表取締役、慶應義塾大学特任准教授
- 杉原章郎 - 楽天ブックス社長
- 立花陽三 - 楽天野球団社長、楽天ヴィッセル神戸社長
- 冨田賢 - ティーシーコンサルティング社長、立教大学教授
- 日高裕介 - サイバーエージェント取締役副社長
- 本城愼之介 - 元楽天副社長、元横浜市立東山田中学校校長
- 三上洋一郎 - GNEX CEO
- 青柳直樹 - newmo代表取締役、元グリー取締役、元メルカリ日本事業責任者
- 山口絵理子 - マザーハウス社長、フジサンケイ女性起業家支援プロジェクト2006最優秀賞
- 山中大介 - YAMAGATA DESIGN〈ヤマガタデザイン:YD〉代表取締役
- 岡部貴士 - コントロール・リスクス日本法人社長

マスコミ・ジャーナリズム
- 中島啓介 - TBSテレビプロデューサー、ABU賞エンターテインメント部門奨励賞
- 渡邉正裕 - MyNewsJapan代表取締役兼編集長、元日本経済新聞社記者
- 佐々木紀彦 - NewsPicks編集長、元東洋経済オンライン編集長

法曹
- 板倉陽一郎 - 弁護士、元消費者庁個人情報保護推進室政策企画専門官
- 楊井人文 - 弁護士、日本報道検証機構代表理事、元産経新聞社記者

研究
- 蟹江憲史 - 環境学、慶應義塾大学教授
- 加茂具樹 - 政治学、慶應義塾大学教授
- 河島茂生 - 情報学、青山学院大学准教授
- 貴戸理恵 - 社会学、関西学院大学教授
- 関谷直也 - 社会心理学、東京大学教授
- 高槻泰郎 - 経済学、神戸大学准教授
- 玉村雅敏 - 経済学、慶應義塾大学教授
- 西田亮介 - 社会学、日本大学教授
- 西山敏樹 - 都市工学、東京都市大学教授、グッドデザイン賞
- 廣瀬陽子 - 政治学、慶應義塾大学教授
- 古谷知之 - 情報学、慶應義塾大学教授
- 久野潤 - 竹田研究財団理事、大阪観光大学国際交流学部専任講師

芸術
- 田中章義 - 歌人、作家、角川短歌賞
- 松本紘佳 - ヴァイオリニスト、ユーディ・メニューイン賞 - クロンベルクアカデミー（ドイツ）
- 初鹿敏也 - 水墨画家、映像クリエイター、ネット選挙映像コンペティション総務大臣賞
- 渡辺香奈 - 洋画家、アントニオ・ロペス選出優秀作品賞
- 砂田麻美 - 映画監督、芸術選奨新人賞、日本映画監督協会新人賞
- 松本花奈 - 映画監督、女優
- 古屋幸一 - 撮影監督

芸能
- 菊池風磨 - 歌手、タレント Sexy Zoneメンバー
- 二階堂ふみ - 女優、第56回ブルーリボン賞助演女優賞、2015年エランドール賞新人賞
- 葵わかな - 女優
- 尾羽智加子 - 女優、歌手
- 鎌田安里紗 - モデル
- 荒舩美栄 - タレント、アナウンサー
- 末吉里花 - タレント、1996年度ミス慶應
- 小野寺結衣 - タレント
- 坪井安奈 - タレント
- 金子奈緒 - ラジオパーソナリティー
- 齊藤美絵 - ラジオパーソナリティー
- 西任暁子 - DJ、歌手
- 茂木ミユキ - ヴォーカリスト、シンガーソングライター
- 浅野祥 - 津軽三味線奏者
- 奥村野乃花 - アイドルグループ 虹のコンキスタドール元メンバー
- 川北茂澄 - お笑いタレント、真空ジェシカ
- たかまつなな - 政治活動家、元・お笑い芸人
- 野口絵子 - タレント

アナウンサー・気象予報士
- 秋元優里 - 元フジテレビアナウンサー
- 細貝沙羅 - 元フジテレビアナウンサー
- 郡司恭子 - 日本テレビアナウンサー
- 辻岡義堂 - 日本テレビアナウンサー
- 安村直樹 - 日本テレビアナウンサー
- 伊藤隆太 - TBSテレビアナウンサー・報道記者
- 前田有紀 - 元テレビ朝日アナウンサー
- 宇佐美佑果 - 元テレビ朝日アナウンサー
- 松尾由美子 - テレビ朝日アナウンサー
- 赤木野々花 - NHKアナウンサー
- 江崎史恵 - NHKディレクター、元アナウンサー
- 鎌倉千秋 - NHKアナウンサー
- 齋藤隆也 - 元NHKアナウンサー
- 武本大樹 - NHKアナウンサー
- 内藤雄介 - NHKアナウンサー
- 西川典孝 - NHKアナウンサー
- 金井憧れ - フリーアナウンサー、元北海道放送アナウンサー、2010年ミス鎌倉、2011年ミスSFC
- 加藤由里子 - フリーアナウンサー、元青森テレビアナウンサー
- 八重樫葵 - 福島テレビアナウンサー、元秋田放送アナウンサー、NHK杯全国高校放送コンテストアナウンス部門優勝
- 蜂谷由梨奈 - 宮城テレビ放送アナウンサー、ミス慶應コンテスト2011ファイナリスト
- 栂安亜紀 - フリーアナウンサー、元北日本放送アナウンサー、第19代日本さくらの女王
- 楠原由祐子 - 長野朝日放送アナウンサー
- 青柳愛 - フリーアナウンサー、元静岡第一テレビアナウンサー
- 若林理紗 - 元山陰中央テレビアナウンサー、元フリーアナウンサー、2007年度ミス鎌倉
- バーゲルルミ - 元テレビ新広島アナウンサー
- 二宮朋子 - 元テレビ宮崎アナウンサー、FNSアナウンス大賞新人部門奨励賞
- 與那嶺啓 - 琉球放送アナウンサー
- 神田れいみ - フリーアナウンサー、第46回ミス日本コンテスト2014水の天使
- 渕岡友美 - 気象予報士
- 藤井南美 - 気象予報士

スポーツ
- 髙木大成 - 野球選手、パシフィック・リーグ・ゴールデングラブ賞
- 山本省吾 - 野球選手、大阪近鉄バファローズ2000年ドラフト指名選手
- 横尾俊建 - 野球選手、北海道日本ハムファイターズ2015年ドラフト指名選手
- 岩見雅紀 - 野球選手、東北楽天ゴールデンイーグルス2017年ドラフト指名選手
- 黄大城 - サッカー選手、元U-20サッカー大韓民国代表候補
- 松下純土 - サッカー選手、元全日本大学選抜
- 端山豪 - サッカー選手、ユニバーシアードサッカー日本代表
- 海堀あゆみ - サッカー選手、サッカー日本女子代表
- 籾木結花 - サッカー選手、サッカー日本女子代表
- 山田章仁 - ラグビー選手、ラグビー日本代表
- 竹内公輔 - バスケットボール選手、バスケットボール男子日本代表
- 横田真人 - 陸上競技選手、男子800メートル競走元日本記録保持者、NIKE TOKYO TCヘッドコーチ
- 小池祐貴 - 陸上競技選手、2015年アジア陸上競技選手権大会日本代表
- 中村宝子 - 陸上競技選手、2006年アジア競技大会5位入賞
- 山縣亮太 - 陸上競技選手、男子100メートル競走日本記録保持者、2016年リオデジャネイロオリンピック4×100mリレー銀メダル
- 井本直歩子 - 競泳選手、1996年アトランタオリンピック競泳日本代表
- 高橋成美 - フィギュアスケート選手、2012年世界フィギュアスケート選手権ペア銅メダル
- 庄司理紗 - フィギュアスケート選手、2011年世界ジュニアフィギュアスケート選手権5位
- 藤井岳 - 柔道選手、ヨーロッパオープン・リスボン優勝
- 亜耶バネッサ - 空手家

その他
- 駒崎弘樹 - フローレンス代表理事、新公益連盟代表理事
- 向田麻衣 - 社会起業家
- 藤井靖大 - 放送作家
- 内藤稔 - 通訳
- 河崎環 - コラムニスト
- 橋本美穂 - 通訳
- 小島慎也 - チェスプレイヤー、全日本チェス選手権優勝、FIDEマスター